# Sílvia Soler i Espinosa
Sílvia Soler i Espinosa, també coneguda com a Sílvia Soler-Espinosa, (Elx, 19 de novembre de 1987) és una tennista valenciana.
Assolí la millor posició individual del rànquing mundial, a mitjans de l'any 2012, amb el 54è lloc, malgrat que no ha aconseguit cap títol en el circuit WTA, però si 4 de categoria ITF. Paral·lelament, en el rànquing de dobles assolí la 39a posició, a l'abril de 2014 amb un títol en el circuit WTA. També ha defensat l'equip espanyol de Copa Federació amb quatre victòries i nou derrotes.

## Palmarès: 1 (0−1)

### Individual: 2 (0−2)
| Resultat  | Núm. | Data               | Torneig            | Superfície   | Oponent en la final | Marcador      |
| --------- | ---- | ------------------ | ------------------ | ------------ | ------------------- | ------------- |
| Finalista | 1.   | 24 de maig de 2014 | Estrasburg, França | Terra batuda | Mónica Puig         | 4−6, 3−6      |
| Finalista | 2.   | 17 d'abril de 2016 | Bogotà, Colòmbia   | Terra batuda | Irina Falconi       | 2−6, 6−2, 4−6 |

### Dobles: 2 (1−1)
| Resultat   | Núm. | Data                 | Torneig                 | Superfície | Parella             | Oponents en la final                   | Marcador            |
| ---------- | ---- | -------------------- | ----------------------- | ---------- | ------------------- | -------------------------------------- | ------------------- |
| Finalista  | 1.   | 24 de febrer de 2014 | Florianópolis, Brasil   | Dura       | Francesca Schiavone | A. Medina Garrigues Iaroslava Xvédova  | 6−7(1), 6−2, [3−10] |
| Guanyadora | 1.   | 23 d'agost de 2014   | New Haven, Estats Units | Dura       | Andreja Klepač      | Marina Erakovic Arantxa Parra Santonja | 7−5, 4−6, [10−7]    |

## Trajectòria als Grand Slam

### Individual
| Open d'Austràlia | A   | Q           | Q           | Q           | 1R | 1R          | 1R          | 2R          | 0 / 4     | 1 – 4     |
| Roland Garros | A   | Q           | Q           | 2R          | A  | 2R          | 3R          | 2R          | 0 / 4     | 5 – 4     |
| Wimbledon | A   | Q           | Q           | Q           | 2R | 2R          | 2R          | 2R          | 0 / 4     | 4 – 4     |
| US Open | Q   | Q           | Q           | 3R          | 3R | 1R          | 1R          | Q           | 0 / 4     | 4 – 4     |
| Jocs Olímpics | A   | No celebrat | No celebrat | No celebrat | 1R | No celebrat | No celebrat | No celebrat | 0 / 1     | 0 – 1     |
| Rànquing a final d'any | 187 | 183         | 170         | 82          | 83 | 82          | 68          |             | 319 – 284 | 319 – 284 |
| Llegenda: G: Guanyadora; F: Finalista; SF: Semifinalista; QF: Quarts de final; Q: Qualificació; A: Absent; RR: Round Robin; |     |             |             |             |    |             |             |             |           |           |

### Dobles
| Open d'Austràlia | 2R  | QF | QF | 3R | 0 / 4    | 9 – 4    |
| Roland Garros | A   | 1R | 1R | QF | 0 / 3    | 3 – 3    |
| Wimbledon | A   | 3R | 1R | 1R | 0 / 3    | 2 – 3    |
| US Open | 2R  | 1R | 1R | 1R | 0 / 4    | 1 – 4    |
| Rànquing a final d'any | 177 | 48 | 45 |    | 90 – 109 | 90 – 109 |
| Llegenda: G: Guanyadora; F: Finalista; SF: Semifinalista; QF: Quarts de final; Q: Qualificació; A: Absent; RR: Round Robin; |     |    |    |    |          |          |